# 長谷川善雄
長谷川 善雄（はせがわ よしお、1898年7月1日 - 1955年5月14日）は、日本の詩人、翻訳家、演劇評論家。別筆名に樵天庵、西行庵、長谷川樵夫など。

## 生涯
1898年（明治31年）、兵庫県神崎郡田原村北野（現神崎郡福崎町）に生まれる。早稲田大学冶金科卒。
フランス・ソルボンヌ大学に留学。彼にフランス語を手ほどきしたのがフランス文学者小松清である。そのときのテキストを出版したのがシモン・ギヤンチヨンの『マヤ』（1933年、東京金星堂）で、これが『娼婦マヤ』の日本語初出版であった。この間のいきさつについては1950年（昭和25年）に小松清が白水社から出版した戦後初版の『娼婦マヤ』に説明がある。つまり、小松が長谷川にフランス語の手ほどきした頃、素封家の長谷川が小松の生活費の面倒を見ていたのである。帝劇で初演されたときの娼婦役は細川ちか子で、興行費用などは長谷川が負担した。
長谷川は日本長唄協会顧問（杵屋勝次郎を名乗る）として地唄の作詞を、日本演劇学会員として歌舞伎の評論を手がけ「女形の美しさは、その病的な美しさにある」と説いた。
また、駐日フランス大使で詩人としても著名であったポール・クローデルと親しく、クローデル全集の翻訳権を持ち、自ら翻訳した。

## 主な著作
- 『有色民族の擡頭と其發展』 (寶文館） 1925.9
- 『社會移動の過程批判  (寶文館） 1926.9
- 『人及び人間行動の對象』（立命館大學出版部） 1927.10
- 『女形の研究』（立命館出版部） 1931.6
- 『大日本史劇集』（高谷伸, 西尾福三郞, 杉野朴, 升屋治三郞, 香村菊雄共著、高谷伸編、梨園社、梨園叢書） 1940.3
- 『名女形松蔦』（新陽社） 1941
- 『播磨風土記 現在篇』（立命館出版部） 1942
- 『大詩人ポール・クローデルの研究』（立命館出版部） 1943.8
- 『地蔵尊の独語』（国際情報通信社） 1949 - 詩集
- 『舞扇』（芸能通信社） 1951.1

## 主な翻訳
- 『マヤ』（シモン・ギャンチョン、小松清共訳、金星堂） 1933
- 『ボォルポヌ 外一篇』（ジュール・ロマン、立命館出版部） 1935.9 - 戯曲

### ポール・クローデル
- 『戯曲 マリヤへのお告げ』（ポール・クローデル、立命館出版部） 1933.11
- 『東邦の所感』（ポール・クローデル、立命館出版部） 1936.4
- 『五つの大賛歌』（ポール・クローデル、立命館出版部） 1937.9
- 『前兆と寓話（ユダの死、他8編）』（ポール・クローデル、立命館出版部） 1939.9
- 『女とその影 外四篇』（ポール・クローデル、立命館出版部） 1940.3
- 『クローデル隨想 オランダ繪畫序論』（ポール・クローデル、立命館出版部） 1940.9